# Pierre Valkering
Pierre Theodorus Valkering (Santpoort, 8 augustus 1960) is een Nederlandse Rooms-Katholieke priester die landelijk bekend werd wegens zijn boek Ontkleed niet naakt staan. Hierin schreef hij o.a. over zijn seksuele leven en over oorzaken en gevolgen van homofobie in zijn eigen leven en in de Rooms-Katholieke Kerk. Van 1994 tot 2019 was hij pastoor van de Amsterdamse Vredesparochie.

## Biografie

### Jeugd en studie
Valkering groeide op als oudste in een gezin van vijf kinderen. Eerst woonde het gezin in Santpoort, later in Apeldoorn, Purmerend en Zuidoostbeemster. Al op jonge leeftijd dacht hij erover om priester te worden. Na zijn middelbare school studeerde hij theologie aan de Katholieke Theologische Hogeschool Amsterdam (KTHA), die later opging in de Katholieke Theologische Universiteit Utrecht.

### Loopbaan
Na zijn afstuderen in 1988 kwam Valkering als pastoraal werker in dienst van de Amsterdamse R.K. Citykerk. Op 12 maart 1994 werd hij door bisschop Bomers in de Nicolaaskerk in Amsterdam tot priester gewijd. Valkering werd in 1994 aangesteld als pastoor in de parochie van de Vredeskerk (officieel Onze Lieve Vrouw Koningin van de Vrede) in Amsterdam. Daarnaast was hij pastor-administrator in de parochie van de Obrechtkerk (officieel Onze Lieve Vrouw van de Allerheiligste Rozenkrans) te Amsterdam van 2006 tot 2016. 
Buiten het gewone pastoraat om ontwikkelde Valkering allengs, ondersteund door optredens in de media, een zeker activisme. In 2012 publiceerde hij als bezorger en inleider het boek Dag jongen van licht'. Toespraken bij het afscheid van homoseksuele mannen van pater-jezuïet Jan van Kilsdonk. In juni 2016 bood hij de Italiaanse vertaling daarvan aan de paus aan; een enorme foto op een spandoek boven de ingang van de Vredeskerk moest de aandacht op deze gebeurtenis vestigen. Twee maanden later verbood bisschop Jos Punt hem om in de populaire jaarlijkse homomanifestatie Pride Amsterdam mee te varen op de "World Religion Boat", waarvoor men hem had uitgenodigd. In 2019 verscheen zijn autobiografie Ontkleed niet naakt staan. Hoe vindt een Roomse priester zijn weg?. Hierin beschrijft hij zijn leven als homoseksuele jongen, man en priester, intieme bijzonderheden niet schuwend, alsmede de moeizame omgang van de Rooms-Katholieke Kerk met homoseksualiteit.
Met dit boek overviel pastor Valkering op zondag 31 maart 2019 zijn parochie en zijn bisschop, aan het eind van een eucharistieviering in de Vredeskerk bij gelegenheid van het zilveren jubileum van zijn priesterwijding. Het eerste exemplaar werd ter plekke overhandigd aan de politicus Boris Dittrich die in Nederland aan de wieg heeft gestaan van de wettelijke regeling van het homohuwelijk. De dag na het feest werd Valkering door bisschop Punt op non-actief gesteld vanwege het ontbreken van overleg vooraf, schending van de celibaatsbelofte en onduidelijkheid over zijn bereidheid om zich in de toekomst aan het celibaat te houden.  Op 8 juli werd bekend dat hij per 24 juni door het bisdom was ontslagen als pastoor van de Vredesparochie. Voor het boek, de wijze waarop dit werd gepresenteerd en de bisschoppelijke reactie was grote aandacht in de media. De reacties waren van zeer uiteenlopende aard.

### Juridische verwikkelingen rond schorsing en ontslag
Het bisdom had al voor het ontslag bepaald dat pastor Valkering zich geruime tijd, onder begeleiding, zou bezinnen. Daarna zou uitzicht komen op een nieuwe benoeming, maar niet in de Vredeskerk, dit in verband met de in de parochie ontstane onrust en de reeds langdurige pastoraatsperiode van Valkering aldaar.
Zowel tegen zijn schorsing als priester (o.a. een verbod om voor te gaan in de viering van de eucharistie) als tegen zijn ontslag als pastor tekende Valkering evenwel beroep aan, eerst bij bisschop Punt en, na diens verwerping van het beroep, bij de Congregatie voor de Clerus in Rome. Hij werd hierin bijgestaan door priester en kerkjurist Ruud Huysmans.
In december 2019 bleek dat de Congregatie inhoudelijk het bisdom gelijk gaf en de genomen maatregelen zelfs te mild bevond, maar voorts stelde dat de bisschoppelijke decreten, bij toetsing door de hoogste kerkelijke rechtsinstantie (de Apostolische Signatuur), vanwege procedurefouten waarschijnlijk geen stand zouden houden. Op advies van de Congregatie voor de Clerus werd de bezinningsperiode verlengd tot een jaar, werd priester Valkering verzocht vrijwillig terug te treden als pastoor van de Vredeskerk en niet verder in de publiciteit te treden. Volgens het bisdom had de pastoor dit "in overweging genomen". Desondanks liet Valkering zich al ras horen in het EO-programma Dit is de dag..
Eind juni 2020 werd bekend dat Valkerings beroep definitief door de paus verworpen was en dat hij dus niet zou terugkeren als pastor van de Amsterdamse Vredesparochie. Omdat Valkering zich door bisschop Hendriks in Rome belasterd achtte, weigerde hij echter de pastorie te verlaten. Medio februari 2021 werd hij er door de deurwaarder uitgezet. Daarbij waren ook tijdig ingeseinde vertegenwoordigers van de media aanwezig. 's Avonds verscheen Valkering in het tv-programma Op1 om zijn verhaal te doen. 
Ruim een maand later boog het programma EenVandaag zich over het binnenkerkelijk conflict. Valkering bleek tegen het bisdom een civiele procedure te zijn begonnen vanwege een bij het bisdom binnengekomen melding van "grensoverschrijdend gedrag" die naar zijn mening ten onrechte in de stukken van het pauselijk ontslagdecreet was opgenomen. Hij eiste eerherstel en schadevergoeding. Bisschop Jan Hendriks (evenals Ruud Huysmans een ervaren kerkjurist) ontkende dat de aantijgingen tot zijn ontslag hadden geleid. In november 2024 bleek deze zaak nog steeds niet tot een oplossing gekomen.

## Publicaties
- (2012) J. van Kilsdonk S.J, Dag jongen van licht: Toespraken bij het afscheid van homoseksuele mannen. Bezorging en inleiding door Pierre Valkering. Valkhofpers.
- (2019) Ontkleed niet naakt staan. Uitgeverij U2Pi.